# Зудилов, Василий Фёдорович
Василий Фёдорович Зудилов (1917—1992) — подполковник Советской Армии, участник Великой Отечественной войны, Герой Советского Союза (1944).

## Биография
Василий Зудилов родился 29 декабря 1917 года в Барнауле. Получил неполное среднее образование, после чего работал электриком и одновременно учился в Барнаульском аэроклубе. В 1936 году Зудилов был призван на службу в Рабоче-крестьянскую Красную Армию. В 1939 году он окончил Новосибирскую военную авиационную школу лётчиков. С июня 1941 года — на фронтах Великой Отечественной войны. Принимал участие в боях на Северо-Западном, Калининском, Воронежском и 1-м Украинском фронтах. Летал на самолётах «СБ» и «Ил-2». Участвовал в боях подо Ржевом, Курской битве, освобождении Украинской ССР, битве за Днепр.
К сентябрю 1943 года майор Василий Зудилов командовал эскадрильей 809-го штурмового авиаполка (264-й штурмовой авиадивизии, 5-го штурмового авиационного корпуса, 2-й воздушной армии, Воронежского фронта). К тому времени он совершил 140 боевых вылетов на штурмовку объектов, коммуникаций, скоплений боевой техники и живой силы противника, нанеся тому большие потери.
Указом Президиума Верховного Совета СССР от 2 августа 1944 года за «отвагу и мужество, проявленные при нанесении штурмовых ударов по врагу» майор Василий Зудилов был удостоен высокого звания Героя Советского Союза с вручением ордена Ленина и медали «Золотая Звезда» за номером 1982.
В дальнейшем Зудилов участвовал в освобождении Украинской ССР и Польши. За время своего участия в боевых действиях он совершил 340 боевых вылетов. После окончания войны Зудилов продолжил службу в Советской Армии. В 1960 году в звании подполковника он был уволен в запас. Проживал в Сочи, работал директором туристической базы, затем заведующим пансионатом. Умер 3 декабря 1992 года, похоронен на городском кладбище Сочи.

## Награды
Был также награждён орденами Ленина, Красного Знамени и Александра Невского, двумя орденами Отечественной войны 1-й степени, орденом Красной Звезды, рядом медалей.